# 매치 오브 더 데이
매치 오브 더 데이(약칭, MOTD)는 축구 하이라이트 프로그램으로, 프리미어리그 시즌 동안 토요일 밤에 BBC One에서 방송된다. 프로그램의 현재 진행자는 전 잉글랜드 국가대표 스트라이커인 게리 리네커이며 전 동료 선수인 앨런 시어러 와 이언 라이트가 정기적으로 분석하고 마이카 리처즈, 대니 머피, 저메인 지너스, 마틴 키온, 디온 더블린과 같은 구호 분석가도 있다.
1964년 8월 22일부터 방영된 BBC의 최장수 프로그램 중 하나이며, 2015년 기네스 세계 기록은 "세계에서 가장 오래 실행되는 축구 TV 프로그램"으로 인정했다. 쇼의 테마 곡은 PRS가 실시한 2010년 여론 조사에서 가장 인정받는 TV 테마 곡으로 선정되었다. 2004–05 시즌 부터 두 번째 프로그램인 매치 오브 더 데이 2는 일반적으로 다음 일요일에 방송되며 전날 경기의 골을 보여주면서 당일 경기의 하이라이트를 보여준다.